# 正仓院
正仓院，位于日本奈良縣奈良市东大寺内。建於八世紀中期的奈良時代，是用来保管寺院和政府財產的仓库。雖然全部为木质建筑，由于其独特的校仓建筑，完好地保存了一千多年。现在由內閣府宮內廳管理。
正仓院收藏有建立东大寺的圣武天皇和光明皇后使用过的服飾、家具、乐器、玩具、兵器等各式各样的宝物，总数約达9000件之多。其中也包括从唐代中国、新罗等地运来的各种精品，甚至还有从波斯而来的文物，例如由萨珊王朝波斯制造的漆胡瓶，白瑠璃碗等等。故正仓院也被称为是丝绸之路的终点。
正仓院也是联合国教科文组织1998年登录的世界文化遗产“古都奈良的文化財”之一部分。每年秋天，奈良国立博物馆會举行正仓院展，向世人展示部分古代宝物。

## 画廊

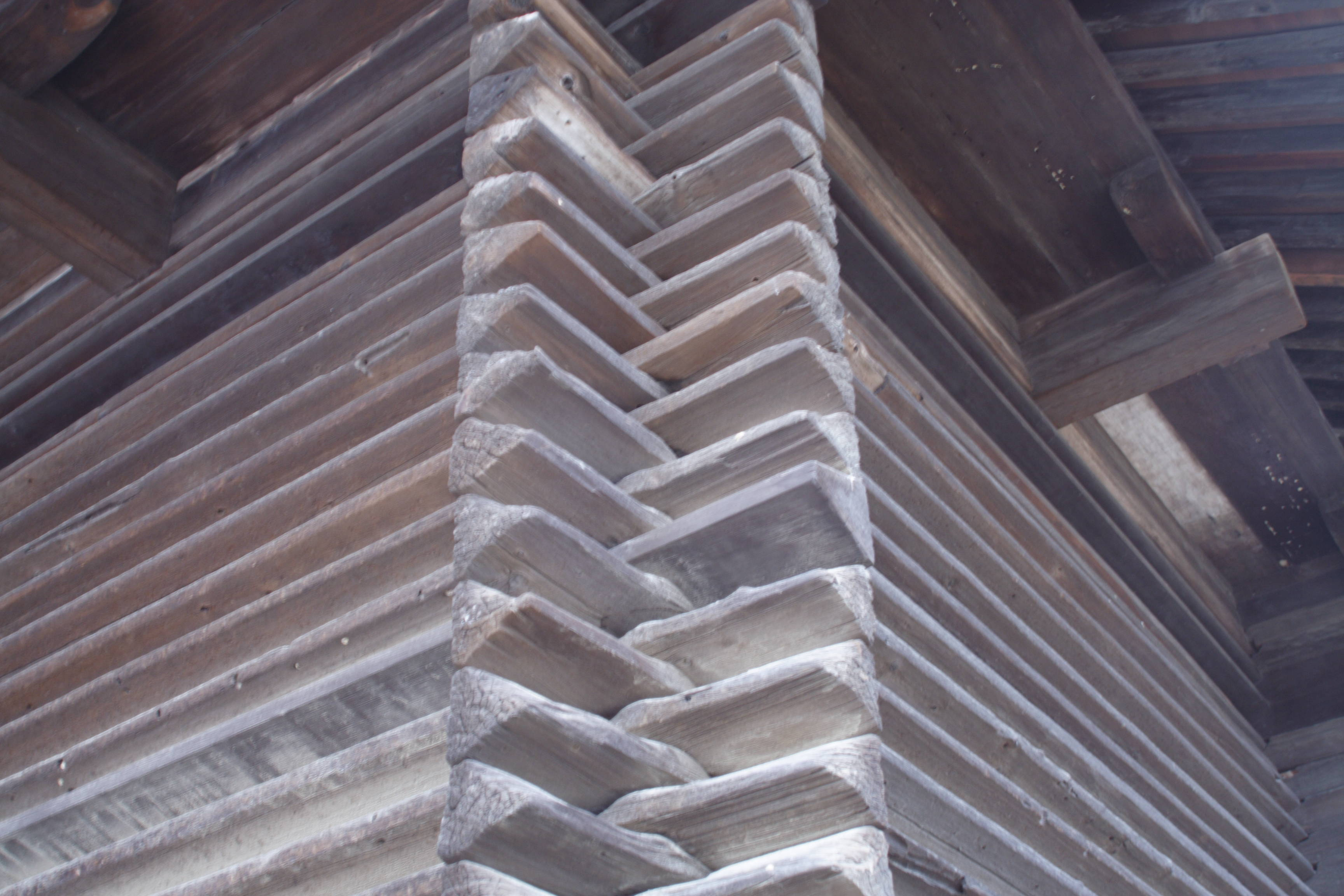
校倉造
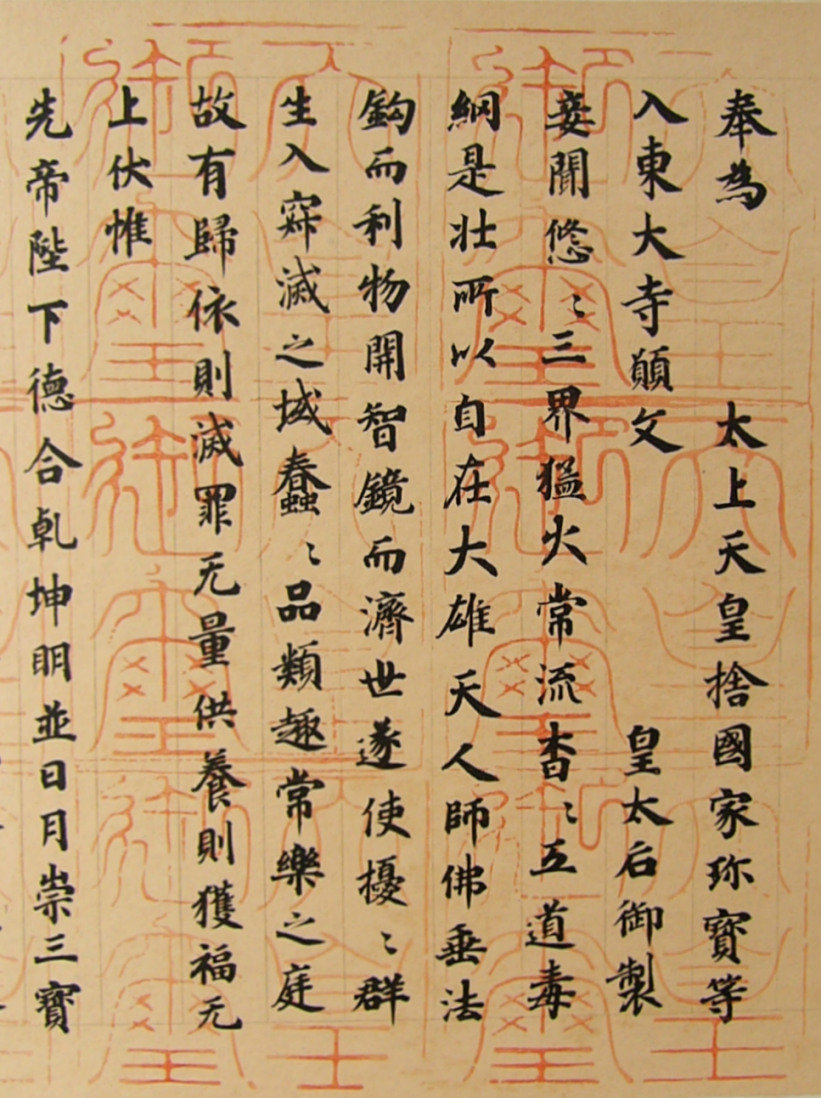
献物帳　国家珍宝帳
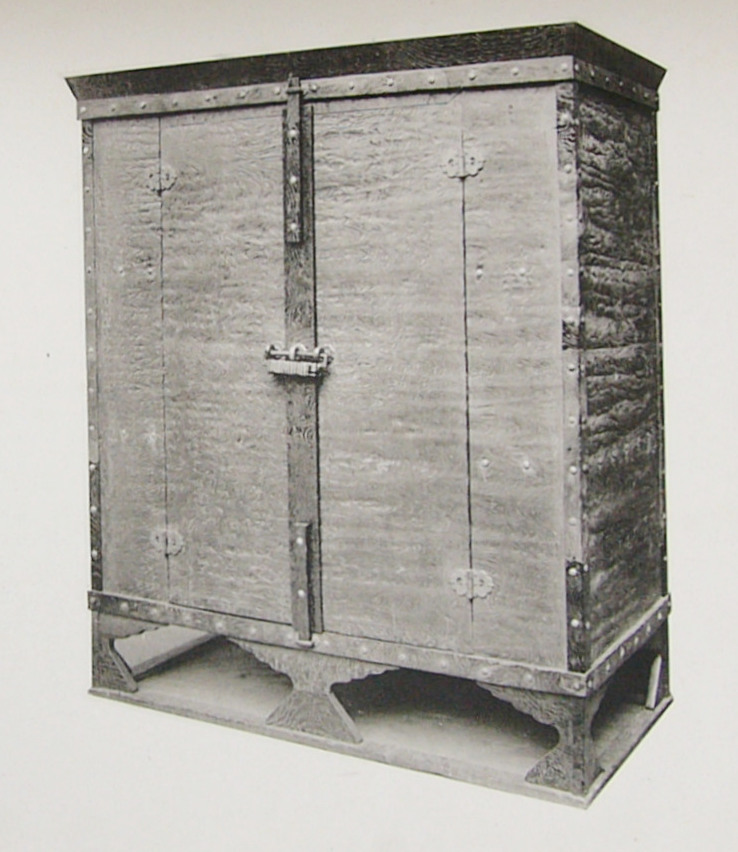
赤漆文欟木御厨子
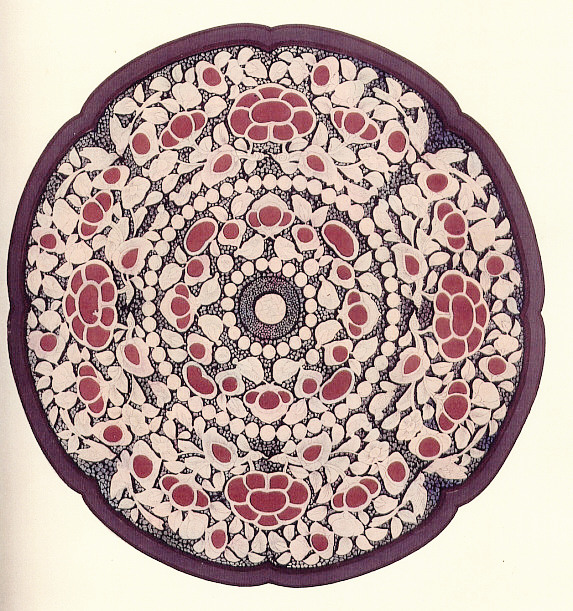
平螺鈿背八角鏡
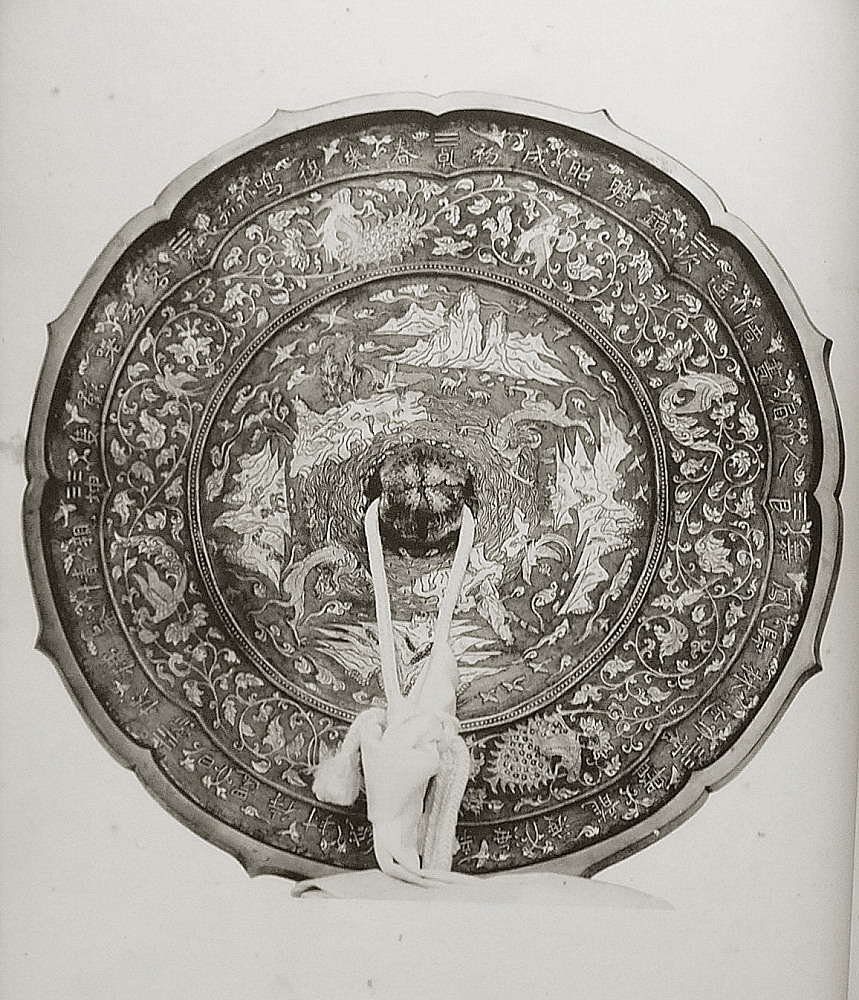
金銀山水八卦背八角鏡
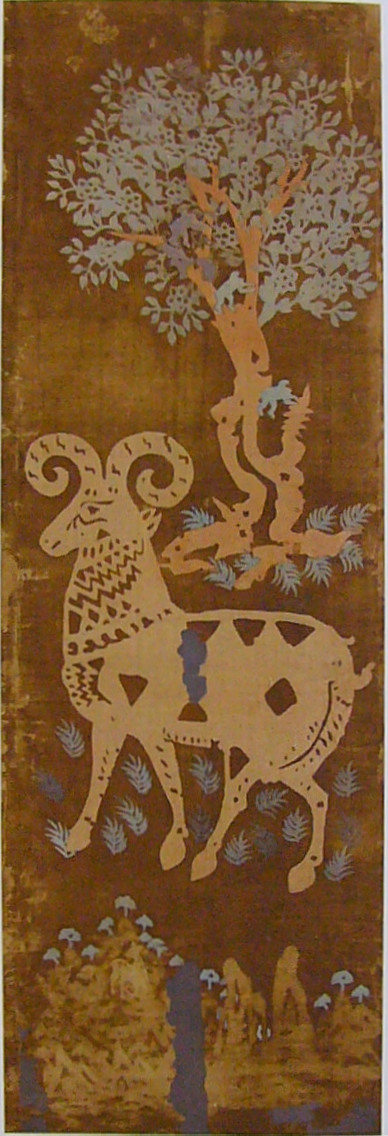
羊木臈纈屏風
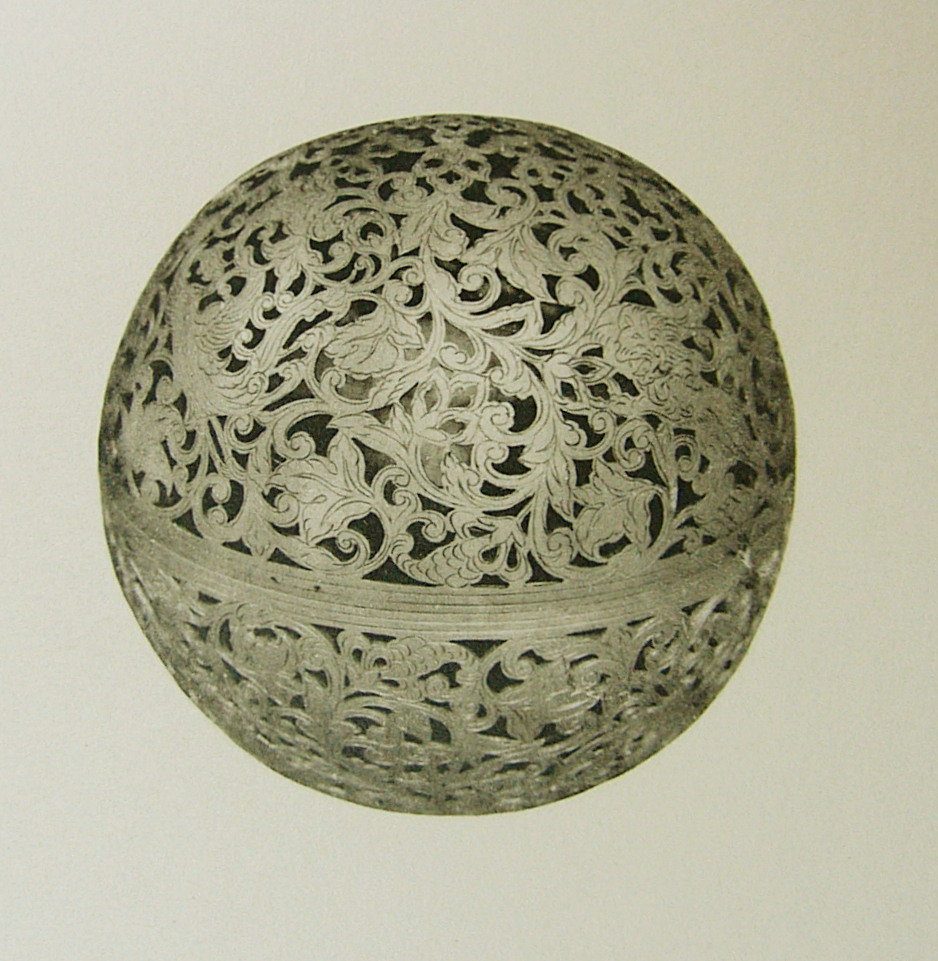
銀薫炉
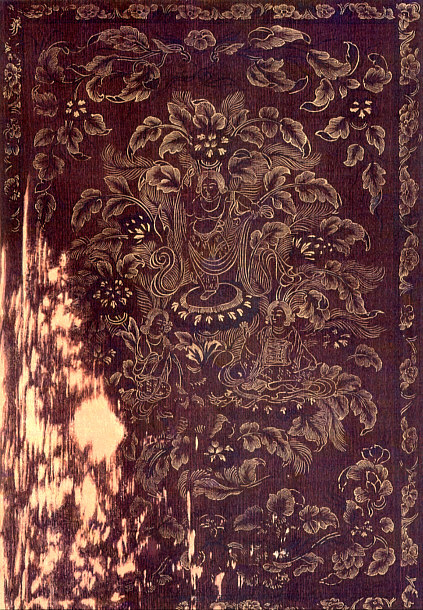
蘇芳地金銀絵箱蓋
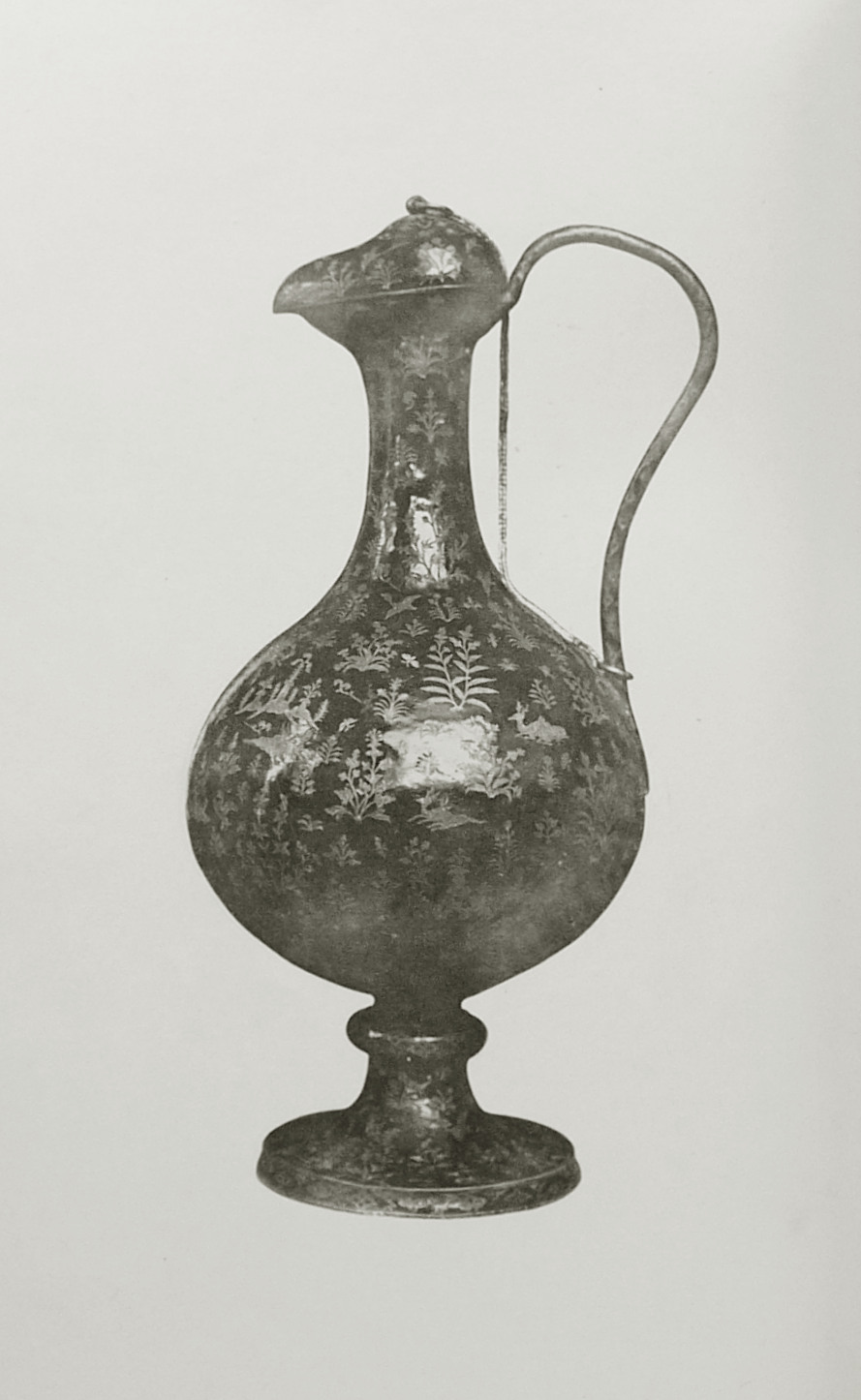
漆胡瓶
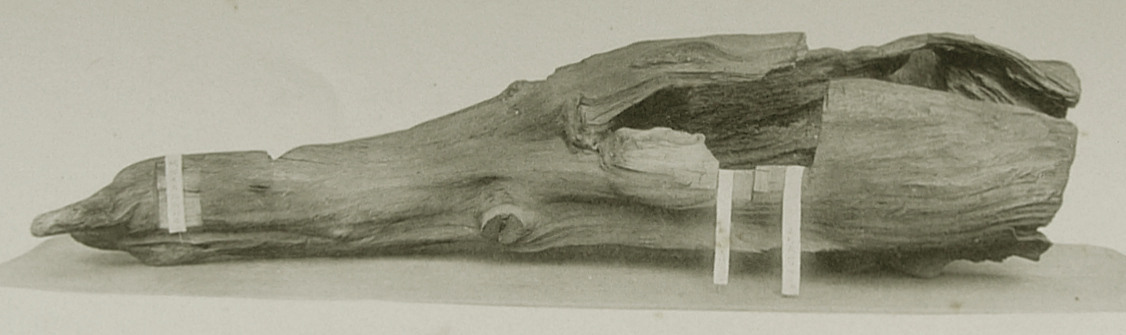
蘭奢待
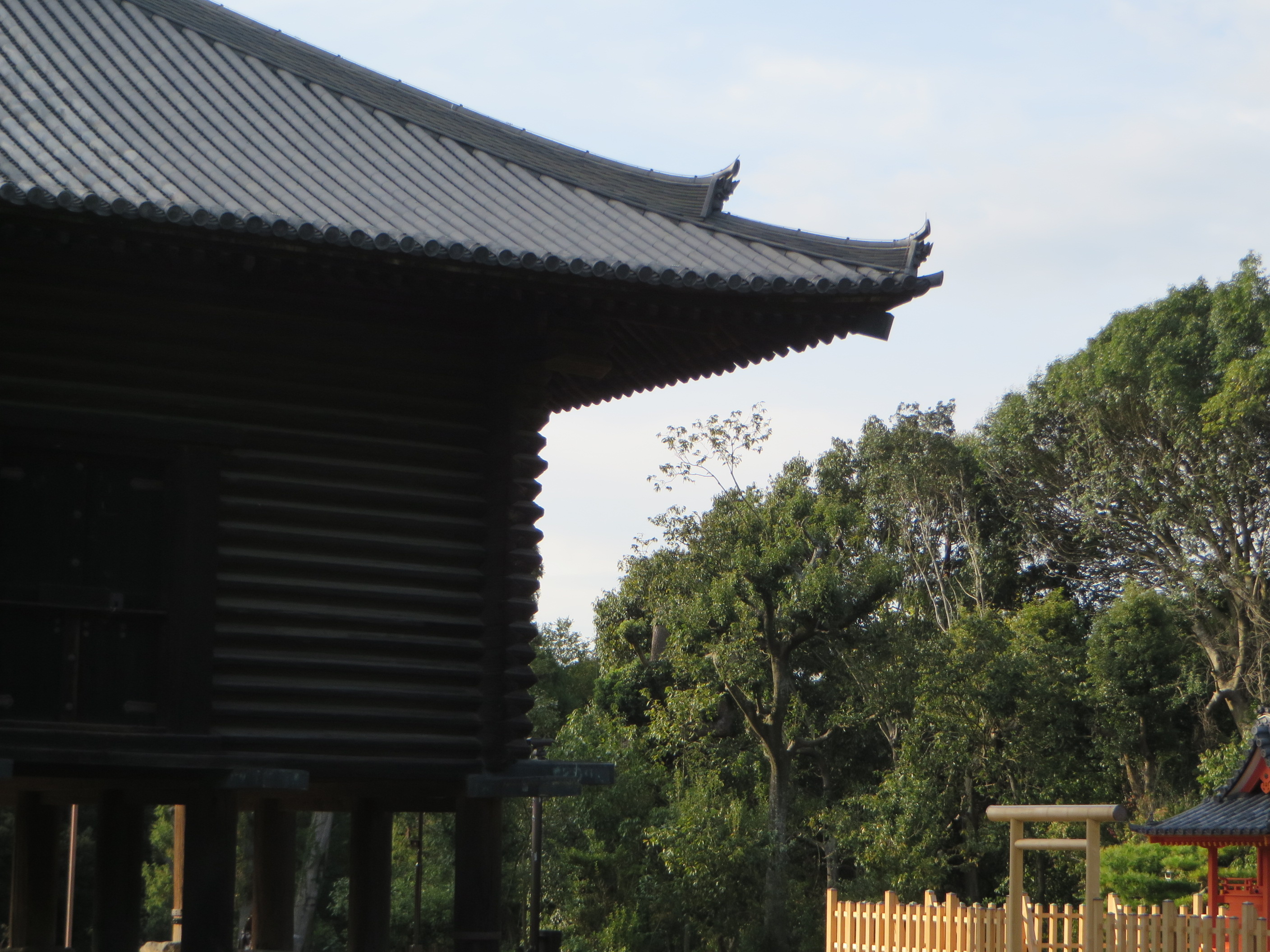
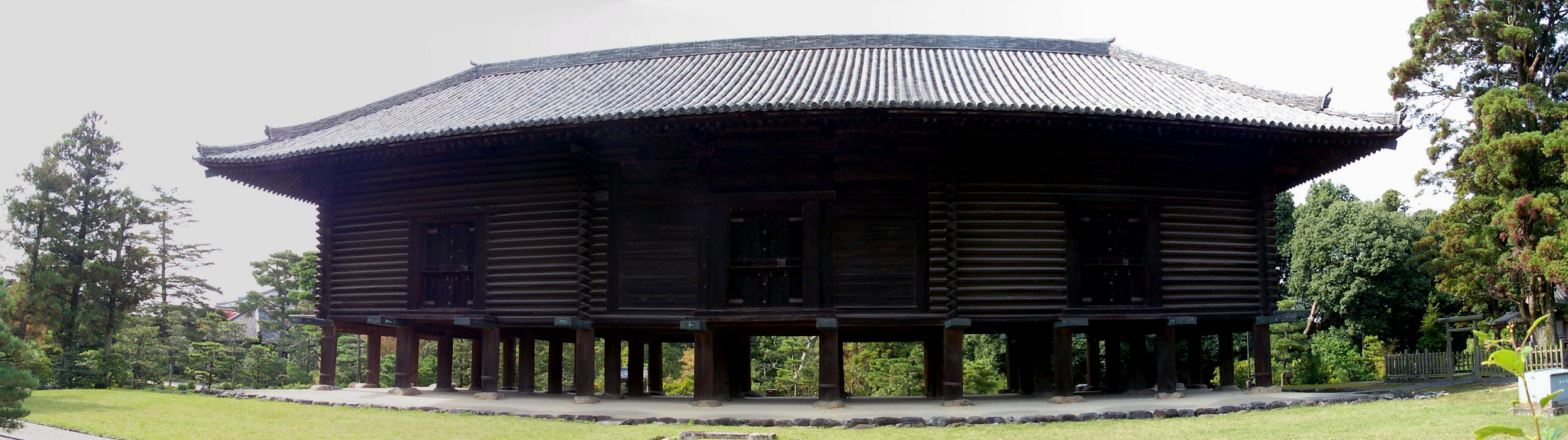

## 研究書目
- 傅云子：《正倉院考古記．白川集》（瀋陽：遼寧教育出版社，2000）。